# Морињ (Пољска)
Морињ (пољ. Moryń) је град у Пољској у Војводству Западно Поморје у Повјату грифицком. Према попису становништва из 2011. у граду је живело 1.647 становника.

## Становништво
Према прелиминарним подацима са пописа, у граду је 2011. живело 1.647 становника.
| 2002. | 2011. | 2012. |
| ----- | ----- | ----- |
| 1.609 | 1.647 | 1.631 |

## Партнерски градови
- Швет
- Бронсон (Мичиген)
- Јоахимстал